# Sępopol
Sępopol [sɛmˈpɔpɔl] (in tedesco: Schippenbeil) è una città nella contea di Bartoszyce, Voivodato di Varmia-Masuria, Polonia, conta 1 925 abitanti nel 2021 ed un'estensione di 4,63 km².

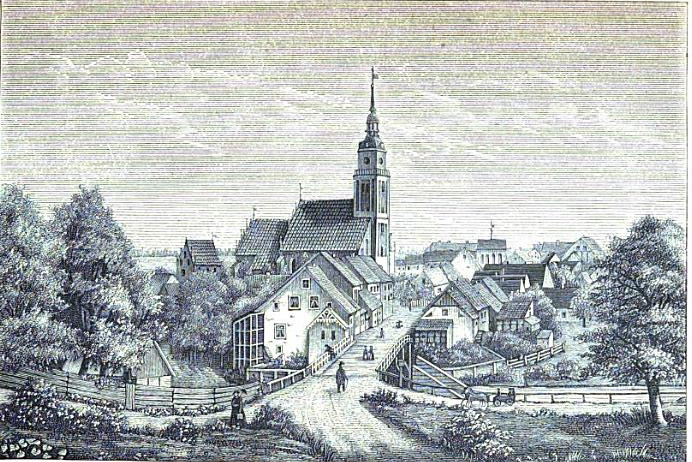
Veduta della città nel XIX secolo

## Storia
La città sorge su un antico insediamento prussiano che ricevette il diritto di diventare città come "Schiffenburg" nel 1351, dopo che la zona fu conquistata dai Cavalieri Teutonici. Nel 1372 fu costruita una cinta muraria intorno alla città, con l'accesso garantito da due porte d'ingresso. La città entrò a far parte della confederazione prussiana anti-teutonica nel 1440 e nel 1454 firmò l'atto di incorporazione della regione alla Polonia sotto richiesta del re Casimiro IV Jagellone. La città fu difesa con successo dagli attacchi dei Cavalieri Teutonici fino al 1461, nel contesto della Guerra dei Tredici Anni (1454-1466). Dopo la Seconda Pace di Toruń del 1466 la città divenne parte della Polonia come feudo retto dallo Stato dell'Ordine Teutotonico. La città prosperò anche grazie ad un'importante strada che collegava Varsavia con Königsberg (Królewiec) e attraversava Schippenbeil.
Nel 1710 circa la metà della popolazione (800 abitanti) morì di peste e la città fu in gran parte distrutta da un incendio nel 1749. Quando la città divenne parte del Regno di Prussia nel 1701 si trovava in una zona periferica del nuovo stato e non fu in grado di ricostruirsi e riportarsi alla prosperità passata, in quanto il traffico sulla strada Versavia-Königsberg si era bloccato con la fine della sovranità polacca sulla regione a nord di Königsberg. Il confine del XVIII secolo con la Polonia era prossimo alla città, poco a su di quest'ultima. La città fu occupata dalla Russia dal 1758 al 1762 durante la Guerra dei Sette Anni e durante le Guerre Napoleoniche, tra il 1806 e il 1807, il municipio in stile barocco ed i vecchi granai furono bruciati. Dopo la Rivolta di Novembre polacca durata dal settembre 1831 al febbraio 1832 gli ufficiali e i soldati internati risiedettero in città.
Tra il 1871 e il 1945 l'area fu parte della Germania, nello specifico della provincia della Prussia Orientale e la provincia era ormai in declino dalla fine del XIX secolo. Durante la Seconda Guerra Mondiale gli ebrei locali, le cui comunità esistevano nella zona dagli inizi del 1800, furono internati dai tedeschi nel campo di concentramento di Stutthof. I tedeschi inoltre costruirono un sottocampo per lavori forzati del campo Stalag I-A, che era dedicato ai prigionieri di guerra, in città ed un sottocampo del campo principale di Stutthof vicino alla città. Gli internati furono in seguito evacuati nel gennaio 1945 ed assassinati nel massacro di Palmnicken. Agli inizi di febbraio 1945 i sovietici entrarono nella città ormai quasi abbandonata, la saccheggiarono e la distrussero. Dopo la guerra divenne nuovamente parte della Polonia.

## Sport
La città ha un club sportivo, il Łyna Sępopol, che negli anni è arrivato a comprendere svariati sport. Ad oggi è attiva solo la squadra di calcio che conta 94 atleti e milita in un campionato minore.

## Comunità urbane e rurali
Boryty (Boritten), Masuny (Massaunen), Różyna (Rosenort), Długa (Langendorf), Melejdy (Mehleden), Rusajny (Roschenen), Domarady (Dompendehl), Miedna (Honigbaum), Rygarby (Rückgarben), Dzietrzychowo (Dietrichsdorf), Ostre Bardo (Klingenberg), Gaj (Grünhof), Park (Park), Śmiardowo (Schmirdtkeim), Gierkiny (Gerkiehnen), Pasławki (Paßlack), Smodajny (Schmodehnen), Gulkajmy (Gahlkeim), Poniki (Groß Poninken), Smolanka (Landskron), Judyty (Juditten), Prętławki (Prantlack), Stopki (Stolzenfeld), Kinwągi (Kinnwangen), Przewarszyty (Prauerschitten), Szczurkowo (Schönbruch), Langanki (Langhanken), Retowy (Rettauen), Trosiny (Trosienen), Lipica (Lindenau), Rogielkajmy (Rockeln), Turcz (Thorms), Liski (Liesken), Romaliny (Romahn Abbau - Romahnshof dal 1921 al 1945), Wanikajmy (Woninkeim), Lwowiec (Löwenstein), Romankowo (Romsdorf), Wiatrowiec (Wöterkeim), Majmławki (Mamlack), Roskajmy (Roskeim), Wodukajmy (Woduhnkeim).